# Бреннилис
Бреннили́с (фр. Brennilis) — муниципалитет во Франции, в регионе Бретань, департамент Финистер, округ Шатлолен, кантон Каре-Плугер. Население — 451 человек (2016).
Муниципалитет расположен в около 460 км к западу от Парижа, 165 км к западу от Ренна, 45 км северо-восточнее Кемпера